# Walter Hoffmann-Axthelm
Walter Hoffmann-Axthelm (* 29. April 1908 in Friedenau bei Berlin; † 3. August 2001 in Berlin) war ein deutscher Facharzt für Mund-, Kiefer- und Gesichtschirurgie, Hochschullehrer und Medizinhistoriker. Insbesondere sind Die Geschichte der Zahnheilkunde und das Lexikon der Zahnmedizin fest mit seinem Namen verbunden.

## Leben
Walter Hoffmann, Sohn des Kaufmanns Karl Hoffmann und dessen Ehefrau Anna (geb. Axthelm), besuchte zunächst das Gymnasium Friedenau, nach dem Einjährigen dann das Helmholtz-Realgymnasium. Nach seinem Abitur 1927 studierte er bis 1931 Zahnheilkunde in Freiburg im Breisgau und in Berlin. Am 15. Mai 1931 promovierte er unter Franz Blumenthal an der „Universitäts-Hautklinik zu Berlin“ mit einer Arbeit „Über die Beteiligung der Schleimhaut an der Hauttuberkulose“ zum Dr. med. dent. Es folgte eine zahnärztliche Assistentenzeit in den Jahren 1931–1933 und 1933 übernahm er eine Zahnarztpraxis in Perleberg, die „durch Tod freigeworden war.“ 1935 heiratete er die Zahnärztin Gerda Hemmerling, die 1938 nach der Geburt von Tochter Gisela an einer Lungenembolie verstarb. Während einer Urlaubsreise vertrat ihn in seiner Praxis Irmtraut Milisch („Irmlein“), Tochter von Leopold Milisch, eine junge frisch promovierte Kollegin, die er erst nach seiner Rückkehr persönlich kennenlernte und am 17. Mai 1939 heiratete. Nachdem eine Postsendung für ihn an einen der vielen Hoffmanns im Ort fehlgeleitet worden war, nahm er 1939 eigenständig eine Änderung seines Nachnamens vor. Um sich von anderen Trägern des Namens zu unterscheiden, erweiterte er seinen Nachnamen um den Mädchennamen seiner Mutter und nannte sich Hoffmann-Axthelm. Offiziell genehmigt wurde die Namensänderung erst im Juni 1952. Ende 1939 wurde er zum Wehrdienst einberufen. Von 1940 bis 1945 war er Kriegszahnarzt in der Abteilung für Kiefer- und Gesichtschirurgie des Reservelazaretts 122 in Berlin, Görden, Itzehoe und Hamburg unter Karl Schuchardt, der von der Nazi-Prominenz als Behandler auserkoren war. Von 1943 bis 1944 folgte ein Teilstudium der Medizin.
In seinem Rückblick auf die „Machtergreifung vor 50 Jahren“ schrieb er 1983, dass er dem „allgemeinen Begeisterungsrausch“ nicht erlag und sich „mehr als einmal fragte: Warum machst du denn eigentlich da nicht mit?“ Durch seine Weigerung, einen Antrag auf Mitgliedschaft in der Nationalsozialistischen Deutschen Arbeiterpartei (NSDAP) auszufüllen, sei er schriftlich der Ehre enthoben worden, „in Reihenuntersuchungen gemeinsam mit unserem Hausarzt den Männern des Nationalsozialistischen Kraftfahrkorps (NSKK) in den Mund zu sehen, was ich 2–3 mal getan hatte.“ In einer Beurteilung durch Stefan Paprotka über Hoffmann Axthelm heißt es, er persönlich habe sich immer geweigert, Menschen aus seinem privaten und beruflichen Umfeld in der Zeit von 1933 bis 1945 im Nachhinein zu beurteilen und sie einer Kritik zuzuführen, weil er wie diese seine Mission als Agierender, insbesondere als Standartenzahnarzt des Nationalsozialistischen Kraftfahrkorps (NSKK), einer paramilitärischen Unterorganisation der NSDAP, in einer tiefen Überzeugtheit von der Notwendigkeit der damit verbundenen Aufgaben gesehen hat. „Unschwer ist sein Stolz zu erkennen, dabei gewesen zu sein, und seine Aufgabe und Pflicht erfüllt zu haben. Seine Loyalitat und Zielstrebigkeit, sein Pflichtgedanke und sein soldatischer Gehorsam sowie die daraus resultierende Andienung an den Nationalsozialismus und seine Verwendung durch das System ließen Hoffmann-Axthelm letztlich doch zu einem mitwissenden Mittäter avancieren“.
Durch Vermittlung Schuchardts war Hoffmann-Axthelm von 1945 bis 1948 Assistenzarzt in der ehemaligen Lazarettabteilung in Hamburg und Lübeck, 1948 Assistenzarzt an der Nordwestdeutschen Kieferklinik. Am 21. August 1948 kehrte er von dort nach Perleberg zurück, weil seine Frau Irmtraut (* 1913) und seine vier Kinder in Hamburg keine Wohnmöglichkeit fanden. Wolfgang Rosenthal, der 1950 von Georg Axhausen die Leitung der chirurgischen Abteilung der Universitätsklinik und Poliklinik für Zahn-, Mund- und Kieferkrankheiten der Charité übernommen hatte, bot Hoffmann-Axthelm eine Oberarzt-Stelle an, die bis dahin mit Hans Joachim Schmidt (* 1912) besetzt war. Sein Vorgänger, mit Praxis und Wohnung in Westberlin, sei am 16. November 1950 nicht mehr in der Ostzone erschienen, erklärte Hoffmann-Axthelm, und habe so einen gewissen Notstand verursacht, der zu Hoffmann-Axthelms Einstellung zum 19. November führte.
Wie Drum die Quintessenz, betreute Hoffmann-Axthelm die 1951 von Wolfgang Rosenthal gegründete und seither herausgegebene Zeitschrift Deutsche Stomatologie als Schriftleiter. Ab 1951 setzte Hoffmann Axthelm an der Charité sein Studium der Medizin fort und promovierte 1953 zum Dr. med. Thema seiner Dissertation war eine Untersuchung über Dentalfluorose in Berggießhübel, die dort von einer Zahnärztin aus Pirna erstmals festgestellt worden war. Dass die sich nicht selbst mit dem Thema befassen wollte, brachte ihr einen hämischen Kommentar durch Walter Drum ein. 1954 habilitierte er sich (zum „Dr. med. habil.“), wurde zum Dozenten ernannt und erhielt einen Ruf als Professor mit Lehrauftrag an die Universität Jena, den er ablehnte. In seiner 1954 publizierten Arbeit über den Einfluss „chronisch zugeführten Fluors auf den Organismus“ und in einem Vortrag beim ORCA-Kongress im Mai 1955 in Genf bezog er Stellung zu früheren Arbeiten des britischen Mediziners Leo Spira, der ein als Spira Syndrom bekannt gewordenes Krankheitsbild auf eine chronische Fluoridvergiftung zurückführte. Ein Teil dieser Untersuchungen beruhte auf einer Fragebogen-Aktion. In ähnlicher Form in Berggießhübel ausgeführt, habe sich Spiras Ergebnis aber dort nicht bestätigt. Hoffmann-Axthelms Aktion inspirierte dann Heinrich Hornung zu einer Rufmord-Kampagne gegen den amerikanischen Allergologen George Waldbott, der chronische Fluoridvergiftungen infolge der Trinkwasserfluoridierung beschrieb, sich laut Hornung dabei aber ausschließlich auf Suggestiv-Fragen auf einem Fragebogen stütze.
Im Jahr 1959 verfasste Hoffmann-Axthelm als Leiter der Chirurgischen Abteilung der Universitäts-Klinik und Poliklinik für Zahn-, Mund- und Kieferkrankheiten der Berliner Charité eine Zusammenfassung seiner Untersuchungen zur Fluorproblematik und wurde zum Professor mit Lehrauftrag für Zahn-, Mund- und Kieferheilkunde ernannt. Trotz Überwachung durch den Staatssicherheitsdienst konnte er sehr umsichtig für sich und seine Familie die Übersiedlung aus dem „System des Zwangs, der Angst und der Lüge“ nach Westdeutschland, zunächst Westberlin planen, während er noch in der Sowjetischen Besatzungszone arbeitete. Er kehrte nach dem 13. August 1961 nicht mehr nach Ost-Berlin zurück. Er nahm 1962–1963 eine Tätigkeit an der Westdeutschen Kieferklinik in Düsseldorf wahr. Seinen weiteren Interessenbereich nahm er 1964 als Assistent und Dozent am Institut für Geschichte der Medizin an der Freien Universität Berlin auf. Einen offiziellen Lehrauftrag für Geschichte der Zahnheilkunde erhielt er hier im Jahr 1965. Von 1967 bis 1978 war er Vorsitzender des Vereins für die Geschichte Berlins. Im Jahr 1970 habilitierte er sich im Fach Geschichte der Medizin, 1971 folgte seine Ernennung zum Professor und er wurde geschäftsführender Direktor des Instituts für Geschichte der Medizin, 1973 folgte seine Emeritierung, wobei er seine Tätigkeit als Direktor bis 1977 fortführte.
Bereits sein 1965 veröffentlichtes Werk über die Vorgeschichte und Geschichte des Berliner Zahnärztlichen Universitäts-Instituts erfuhr Kritik wegen zum Teil falschen Darstellungen und „merkwürdig vielen Auslassungen“. Nichts ab 1933, wo die „Lehrfreiheit grundlegend eingeschränkt wurde.“ Nichts über nationalsozialistische Verflechtungen mancher Zeitgenossen. Nichts ab 1948, wo „mit der Errichtung eines neuen zahnärztlichen Instituts an der Freien Universität die Tradition des alten Instituts aufgelöst wurde.“ Im Jahr 1973 veröffentlichte Walter Hoffmann-Axthelm sein Buch Die Geschichte der Zahnheilkunde, das bald als Standardwerk galt. Wie viele Entwicklungen nach dem Ersten Weltkrieg, wurde die Zeit des Nationalsozialismus darin nicht erwähnt (auch in der 1985 erschienenen Neuauflage nicht). In seinen Nachkriegs-Beiträgen in den Zahnärztlichen Mitteilungen (ZM) und in seiner Autobiografie fehlt es an Klartext bezüglich der Rolle von Zahnmedizinern im Nationalsozialismus. Das Verschweigen entsprach zum Teil auch den Bedürfnissen der bundesdeutschen Nachkriegsgesellschaft, in der sich die Schüler ihren Lehrern oder Vorbildern verpflichtet fühlten. Die systematische Erforschung der im Nationalsozialismus begangenen Medizinverbrechen setzte erst gegen Ende des 20. Jahrhunderts ein.
Zudem fand beispielsweise der Wegbereiter der zahnärztlichen Lokalanästhesie, der jüdische Zahnarzt Hans Moral durch Walter Hoffmann-Axthelm weder eine Erwähnung in seinem Standardwerk Die Geschichte der Zahnheilkunde (1973) noch im weit verbreiteten Lexikon der Zahnmedizin (1974). Wie viele jüdische Opfer des Nationalsozialismus wurden Hans Moral und seine Verdienste in Deutschland bis zum Beginn des 21. Jahrhunderts ignoriert. Andererseits erwähnt Hoffmann-Axthelm in seinem Geschichtswerk selbst von seinen eigenen Untersuchungen zur Fluorid-Problematik, die für seine Karriere bedeutsam waren, nur ganz am Rand seine Arbeit aus dem Jahr 1959 als für die Kariesprophylaxe relevante Untersuchungen, mit denen „in natürlichen Fluorgebieten ähnlich eindeutige Befunde wie in Nordamerika erhoben werden konnten.“

## Veröffentlichungen (Auswahl)
- Über Kariesprophylaxe im Kindesalter unter besonderer Berücksichtigung der Fluormedikation. Dtsch. Stomatol. 4 (1954) 87
- Lehrbuch für das zahnärztliche Hilfspersonal. J. A. Barth, Leipzig 1954 (und zahlreiche weitere Auflagen).
- mit Wolfgang Rosenthal: Die Zahnkaries und ihre sozialhygienische Bedeutung. Bericht über die Tagung der Deutschen Akademie der Wissenschaften zu Berlin am 14. und 15. Mai 1954, VEB Verlag Volk und Gesundheit, Berlin, 1955
- Untersuchungen zum Fluorproblem unter besonderer Berücksichtigung der Kariesverhütung. Sammlung Meusser, herausgegeben von Eugen Wannenmacher, Johann Ambrosius Barth Verlag, Leipzig 1959.
- Vorgeschichte und Geschichte des Berliner Zahnärztlichen Universitäts-Instituts. Aulis Verlag Deubner, Köln 1965.
- Die Geschichte der Zahnheilkunde. Die Quintessenz, Berlin 1973 (2., erweiterte Auflage 1985, und weitere Auflagen, ISBN 3-87652-160-2).
- Lexikon der Zahnmedizin. Quintessenz Verlag, Berlin 1974; 3. Auflage ebenda 1983 (und weitere Auflagen, ISBN 3-87652-609-4).
- Chronik zwischen Ost und West zugleich der Bericht vom eigenen Leben 1908–1989. Walter Hoffmann-Axthelm. Freiburg 1990.
- mit Hans-Joachim Neumann, Gerhard Pfeifer und Robert Stiebitz: Die Geschichte der Mund-, Kiefer- und Gesichtschirurgie. Quintessenz, Berlin 1995, ISBN 3-87652-077-0.

## Stiftung
Nach ihm ist die Walter Hoffmann-Axthelm Stiftung Perleberg benannt, die von seinem Sohn, dem Architekturkritiker und Stadtplaner Dieter Hoffmann-Axthelm begründet wurde.

## Ehrungen
- 1971 Leopold-Julius-Pagel-Medaille der Berliner Gesellschaft für Geschichte der Medizin[42]
- 1978 Ehrenvorsitzender des Vereins für die Geschichte Berlins[42]
- 1982 Paul-Diepgen-Medaille der Berliner Gesellschaft für Geschichte der Medizin[42]
- 1985 Ehrenmitglied der American Academy of the History of Dentistry[42]
- 1985 Medaille des Universitätswappens der Freien Universität Berlin[42]
- 1989 Ehrenmitglied der Deutschen Gesellschaft für Mund-, Kiefer- und Gesichtschirurgie[43]